# Rubus nakeralicus
Rubus nakeralicus är en rosväxtart som beskrevs av Sanadze. Rubus nakeralicus ingår i släktet rubusar, och familjen rosväxter. Inga underarter finns listade i Catalogue of Life.